# Harbor Beach
Harbor Beach est une ville du comté de Huron, dans l'État du Michigan, aux États-Unis. En 2020, sa population était de 1 604 habitants.